# Zeeteah

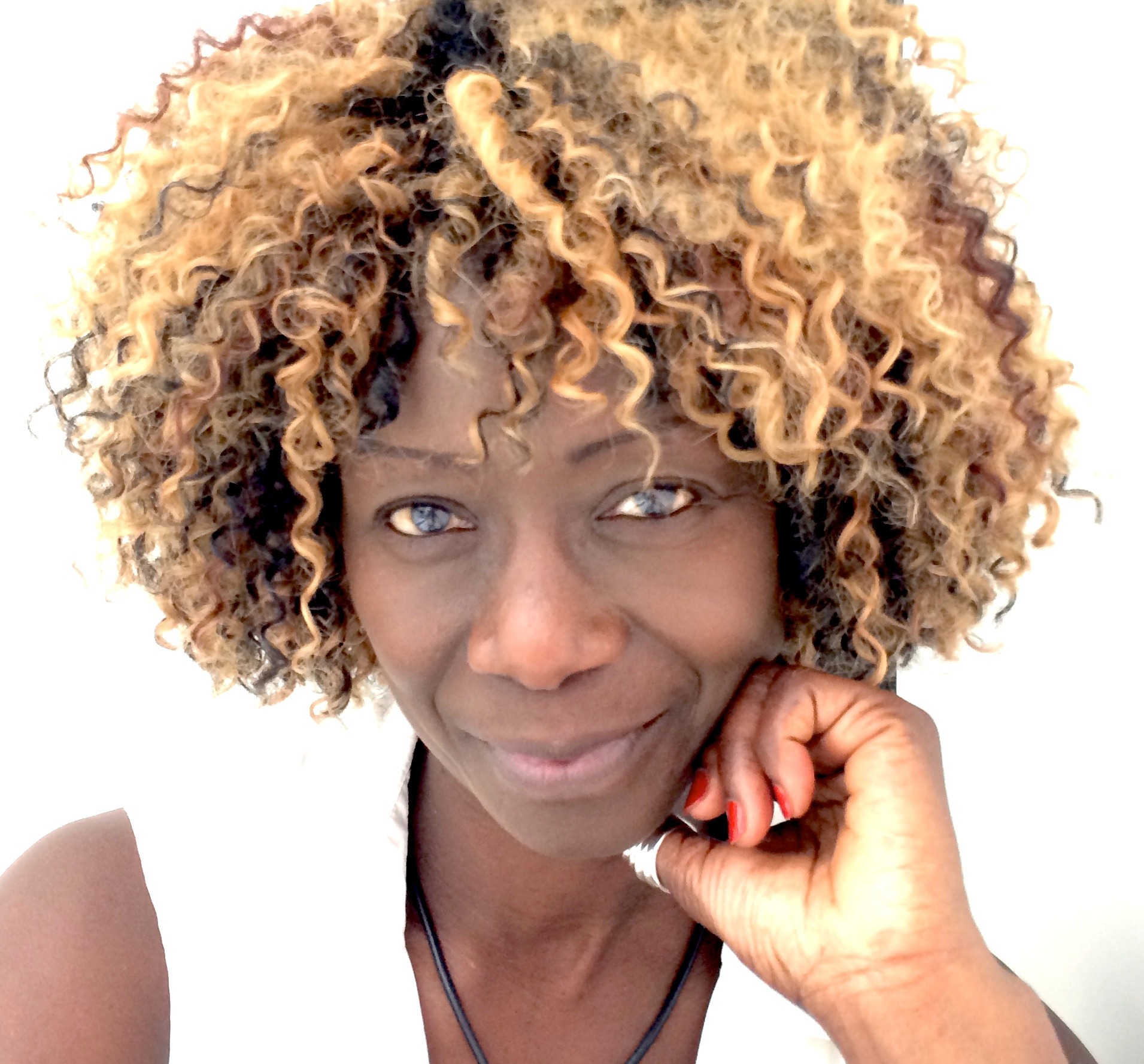
Zeeteah (2014)

Zeeteah Massiah (* 24. Dezember 1960 auf Barbados) ist eine britische Sängerin barbadischer Herkunft, die unter anderem mit dem Musikprojekt „Arizona feat. Zeitia“ in den amerikanischen Dance-Charts einen Nr.1-Hit („Slide On The Rhythm“) erreichte. Vor allem in den 1990er Jahren veröffentlichte sie viele Dance-Platten, die vor allem in England charteten. Im Laufe der Jahre hat sie mit vielen internationalen Künstlern zusammengearbeitet oder ist mit ihnen getourt, wie z. B. Michael Jackson, Tom Jones, Phil Collins oder Michael Bolton.
Im Laufe ihrer Karriere wurde ihr Name immer wieder unterschiedlich von den Plattenfirmen buchstabiert: u. a. Zeitia (bei der Plattenfirma Union City) oder Zeitia Massiah (bei Virgin Records). Ihr bürgerlicher Name ist Zeeteah Massiah.
Zeeteah Massiah wurde in Barbados geboren, wuchs aber in London (England) auf. Ab 2001 lebte sie in Köln, zog 2010 jedoch wieder nach London.

## Leben
Als Zeeteah fünf Jahre alt war, wanderte ihre Familie nach Großbritannien aus, wo sie auch aufwuchs und in den 1980er Jahren ihre Musik-Karriere startete. Einer der ersten Titel war eine Cover-Version des Jackson 5-Hits „We Got A Good Thing Going“. Ihre erste Schauspielrolle war im Londoner Musical „Little Shop of Horrors“ (zu deutsch: „Der kleine Horrorladen“).
Immer wieder arbeitete Zeeteah mit namhaften Künstlern zusammen. Eine ihrer ersten Tourneen war als Background-Sängerin von Kim Wilde auf Michael Jacksons legendärer Bad Tour im Jahr 1988. Kurze Zeit später tourte sie zusammen mit Tom Jones einmal um die ganze Welt und trat mit ihm zusammen bei den „MTV Music Awards“ auf.
Es dauerte nicht lange, bis auch die Plattenindustrie auf die junge Sängerin aufmerksam wurde. Anfang der 1990er Jahre unterschrieb sie einen Plattenvertrag bei Union City (ein Ableger von Virgin Records), wo sie mehrere Dance-Platten aufnahm. Mit dem Titel „Slide On The Rhythm“ gelang ihr der große Durchbruch, als dieser im Jahr 1993 auf Platz 1 der amerikanischen Dance-Charts schoss. Diesen Titel produzierte sie zusammen mit dem Dance-Projekt „Arizona“ (die Platte erschien unter der Formierung: Arizona featuring Zeitia). Eine weitere Single („I Specialize In Love“) erschien und platzierte sich in den britischen Single-Charts.
Kurze Zeit später unterschrieb sie einen neuen Plattenvertrag – diesmal bei Virgin Records direkt. Zwei Singles erschienen Mitte der 1990er Jahre, die beide in England charteten. Zu dieser Zeit nahm sie auch bei der Vorentscheidung des britischen Eurovision Song Contest mit (1996 mit dem Titel „A Little Love“). Von 12 Teilnehmern schaffte sie es auf Platz 3 im Vorentscheid.
Ab 2001 lebte Zeeteah in Köln und arbeitete überwiegend im deutschsprachigen Raum als Gala-Sängerin. Sie wurde meist von und für namhaften Firmen (z. B. Coca-Cola, BMW, Porsche, T-Com) für interne Veranstaltungen gebucht, bei denen sie als musikalisches Highlight auftrat. Hierbei trat sie häufig mit ihrer eigenen „James Bond Show“ auf, einem 45-Minuten-Programm, das aus den Titelmelodien verschiedener James-Bond-Filme bestand. Im Jahr 2010 zog sie wieder nach London um, wo sie weiterhin musikalisch tätig ist.
Inzwischen ist sie in fast allen Ländern dieser Welt aufgetreten, einschließlich USA, England, Deutschland, Dubai, Australien, Japan, Hongkong, Indien, Frankreich, Schweden, Italien, Spanien, Portugal und vielen anderen.

## Diskographie

### Singles
- 1980 „We Got A Good Thing Going“ – Zeitia Massiah
- 1980 „A Love Like Yours“ – Zeitia Massiah
- 1991 „(Homegirl) Sing The Blues“ – Zeitia Massiah
- 1992 „Feel My Love“ – Zeitia Massiah
- 1993 „Slide On The Rhythm“ – Arizona feat. Zeitia – US-Dance-Charts Nr.1
- 1994 „Keep It Up“ – Sharada House Gang feat. Zeitia Massiah
- 1994 „I Specialize In Love“ Arizona feat. Zeitia – UK-Chart-Hit
- 1994 „This Is The Place“ – Zeitia Massiah – UK-Charts-Hit
- 1996 „Sexual Prime“ – Zeitia Massiah – UK-Club-Hit
- 1996 „Sweet Love“ – With It Guys feat. Zeitia
- 1997 „Beat Of Green“ – Fargetta feat. Zeitia Massiah
- 1998 „Wishing On A Star“ – Curtis & Moore presenting Zeitia Massiah – (Remix von Mousse T.)
- 1998 „Wishing On A Star Part 2“ – Curtis & Moore presenting Zeitia Massiah
- 2005 „Lovely Deep“ – Zeeteah

### Kooperationen
- 1989 Barry Manilow – „Keep Each Other Warm“
- 1989 Trashing Doves – „Trouble In The House“
- 1989 One Nation – „Strong Enough“
- 1990 Soup Dragons – „Sweet Meat“
- 1991 ABC – „Abracadabra“
- 1991 Vic Reeves – „Born Free“
- 1994 Boy George – „Generations Of Love“
- 1994 Haddaway – „Rock My Heart“
- 1995 Nightcrawlers – „Let's Push It“ / „Should I Ever“ / „You Lift Me Up“
- 1996 Happy Clappers – „Born Free“
- 1996 Right Said Fred – „Smashing“
- 1996 Eikichi Yazawa – „Maria“
- 1996 Barry Adamson – „Oedipus Schmoedipus“
- 1996 Louise – „Naked“
- 1997 Fargetta – „You Got It“ (lead vocals on 5 tracks)
- 1998 North on 41 – „Baby Come Back“ (lead vocals)
- 1998 North on 41 – „You Came“ (lead vocals)
- 1999 Richard O’Brien – „Absolute O’Brien“